# John Erik Kaada

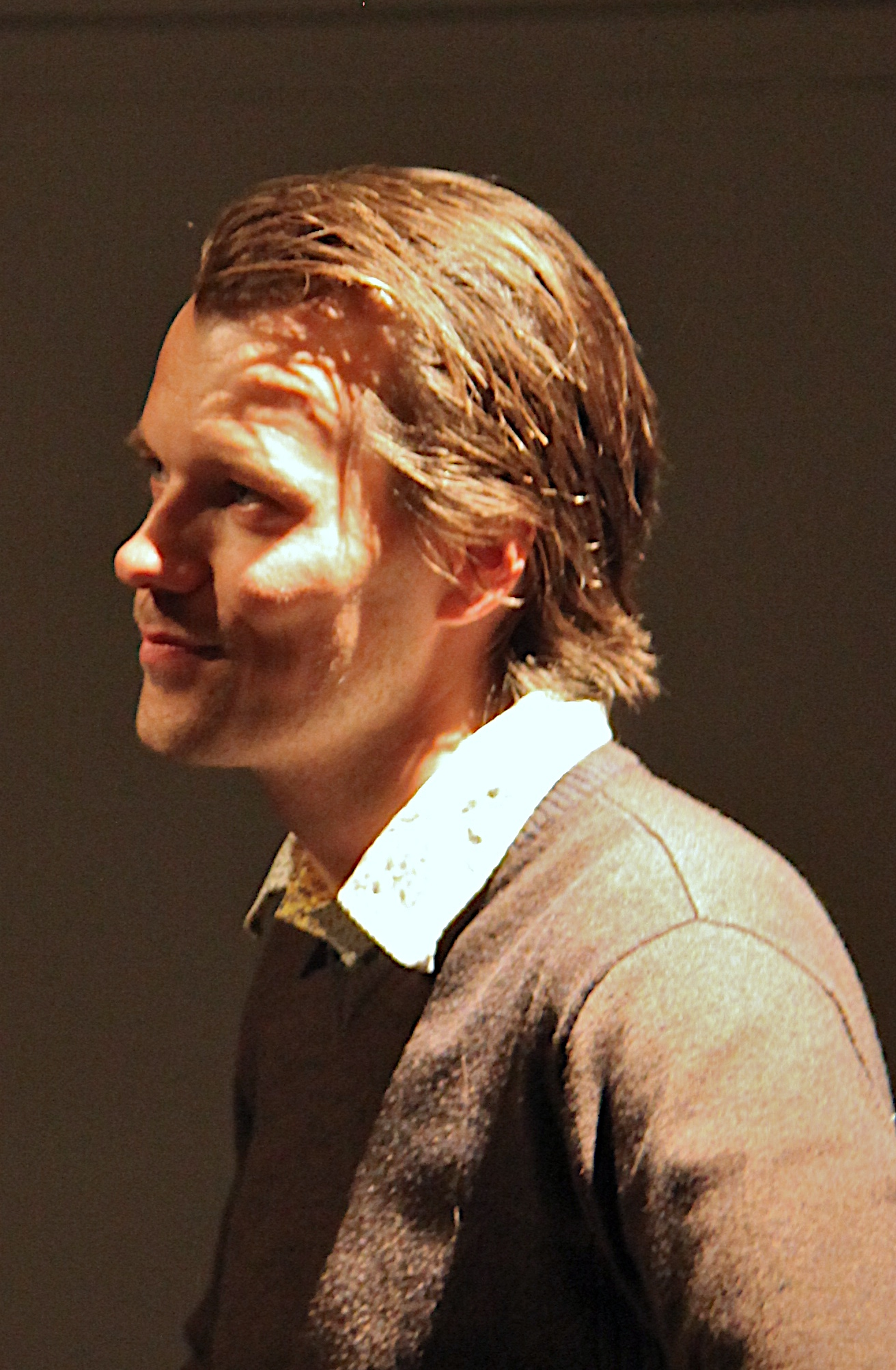
John Erik Kaada

John Erik Kaada, född 1975 i Stavanger, är en norsk kompositör och musiker. 

## Filmmusik i urval
- 2003 – Tur & retur
- 2007 – O' Horten